# Sophie Stinde
Sophie Stinde (* 21. September 1853 in Lensahn; † 17. November 1915 in München) war eine deutsche Malerin und Anthroposophin.

## Biographie
Sie war die Tochter des evangelischen Pfarrers und Kirchenprobstes Conrad Stinde und seiner zweiten Frau Bertha, geborene Horn. Ein Halbbruder aus der ersten Ehe Conrad Stindes war der Schriftsteller Julius Stinde, eine Schwester war die Schriftstellerin Conradine Stinde. Julius Stinde ermöglichte seiner Schwester ab 1889 eine Ausbildung als Malerin an der Malerinnenschule in Karlsruhe, später studierte sie bei dem Landschaftsmaler Peter Paul Müller in München. Seit 1902 war sie zusammen mit Pauline von Kalckreuth Leiterin des Münchener Hauptzweiges der Theosophischen Gesellschaft. Seit 1904 wandte sie sich der Anthroposophie Rudolf Steiners zu und übernahm wichtige organisatorische Aufgaben. Sophie Stinde war an der Vorbereitung der Aufführungen der Mysteriendramen Rudolf Steiners von 1910 bis 1913 beteiligt und erarbeitete die Grundlagen für den Johannes-Bau in München und dessen Fortführung in dem ersten Goetheanum in Dornach. Sie war die Repräsentantin der anthroposophischen Arbeit in München. Stinde war mit der Malerin Pauline von Kalckreuth befreundet. Nach ihrem Tode wurde sie im Krematorium Ulm eingeäschert und die Asche wurde in Lensahn bei der Grabstätte der Familie Stinde beigesetzt. Ihr Nachlass, der auch Zeichnungen und Gemälde enthält, befindet sich im Archiv des Goetheanums in Dornach.

## Ehrungen
- In Dornach wurde 2008 die „Wohnbaugesellschaft Sophie Stinde“ gegründet.
- Von Rudolf Steiner gibt es fünf Reden zum Gedenken an Sophie Stinde.